# Marjolein Houtsma
Marjolein Houtsma, née en octobre 1965, est une joueuse professionnelle de squash représentant les Pays-Bas. Elle atteint le top 20 mondial.

## Biographie
Aux championnats du monde individuels, Marjolein Houtsma est quatre fois dans le tableau principal entre 1987 et 1992. Sa meilleure performance est en 1989 lorsqu'elle se qualifie pour le deuxième tour, perdant en trois jeux contre Alison Cumings. Lors des trois autres participations, elle est éliminée au premier tour.
En 2014, elle est élue au conseil d'administration de la Women's Squash Association , qui fusionne avec la PSA un an plus tard. En juin 2020, elle est élue présidente de la Fédération néerlandaise de squash.
Elle a également travaillé professionnellement dans le marketing sportif et en tant qu'organisatrice d'événements sportifs. Elle travaille désormais comme professeur de français dans les écoles.

## Palmarès

### Finales
- Championnats d'Europe par équipes : 3 finales (1990, 1991, 1993)